# 계명찬
계명찬(1963년~2024년 7월 20일)은 대한민국의 교수이다.
서울에서 태어나 쌍문고등학교, 한양대학교 생물학과를 졸업하고 동 대학원에서 석·박사 학위를 받았다. 한양대 강사, 경기대 조교수를 거쳐 2002년 한양대 생물학과 교수로 임용되었다.
대학원생 때는 동료와 선후배들이 모두 난자를 연구한다는 이유로 정자를 연구하기 시작했고, 테오 콜본 등이 쓴 책 '도둑맞은 미래-당신의 정자가 위협받고 있다'(Our Stolen Future, 1996)를 본 것을 계기로 환경호르몬이 정자에 미치는 연구에 매달렸다.
2008년 식품의약품안전청 의뢰로 "유아 때 비스페놀A에 노출되면 성 조숙을 유발할 수 있다"는 연구 결과를 발표했고, 2019년에는 보건복지부 의뢰로 남성 난임 극복을 위한 차세대 진단기술 및 가임력 증진기술을 개발했다.
2019년 JTBC 차이나는 클라스, 2020년 KBS1 '이슈 PICK 쌤과 함께' 등에 출연했다. '기초인체해부생리학'(2011, 공저), '생명과학 길잡이'(2012, 공저), '화학 물질의 습격-위험한 시대를 사는 법'(2018) 등의 저서를 남겼다.
2023년 정자와 환경호르몬 연구를 통해 생식의학계에 기여한 공로를 인정받아 차광렬학술상을 수상했다.
2024년 7월 20일, 향년 60세로 사망했다.

## 학력
- 쌍문고등학교(졸업)
- 한양대학교(생물학 학사)
- 한양대학교(생물학 석사)
- 한양대학교(생물학 박사)

## 경력
- 한양대학교 생명과학과 교수
- 대한생식의학회 회장
- 환경호르몬 대체물질 개발사업단 단장